# Винокуров, Эдуард Теодорович
Эдуард Теодорович Виноку́ров (20 октября 1942, Байжансай, Чимкентская область, Казахская ССР, СССР — 10 февраля 2010, Санкт-Петербург, Россия) — советский фехтовальщик на саблях.
Двукратный олимпийский чемпион и шестикратный чемпион мира в командных соревнованиях.

Заслуженный мастер спорта СССР, заслуженный тренер РСФСР, судья международной категории по фехтованию .

## Биография

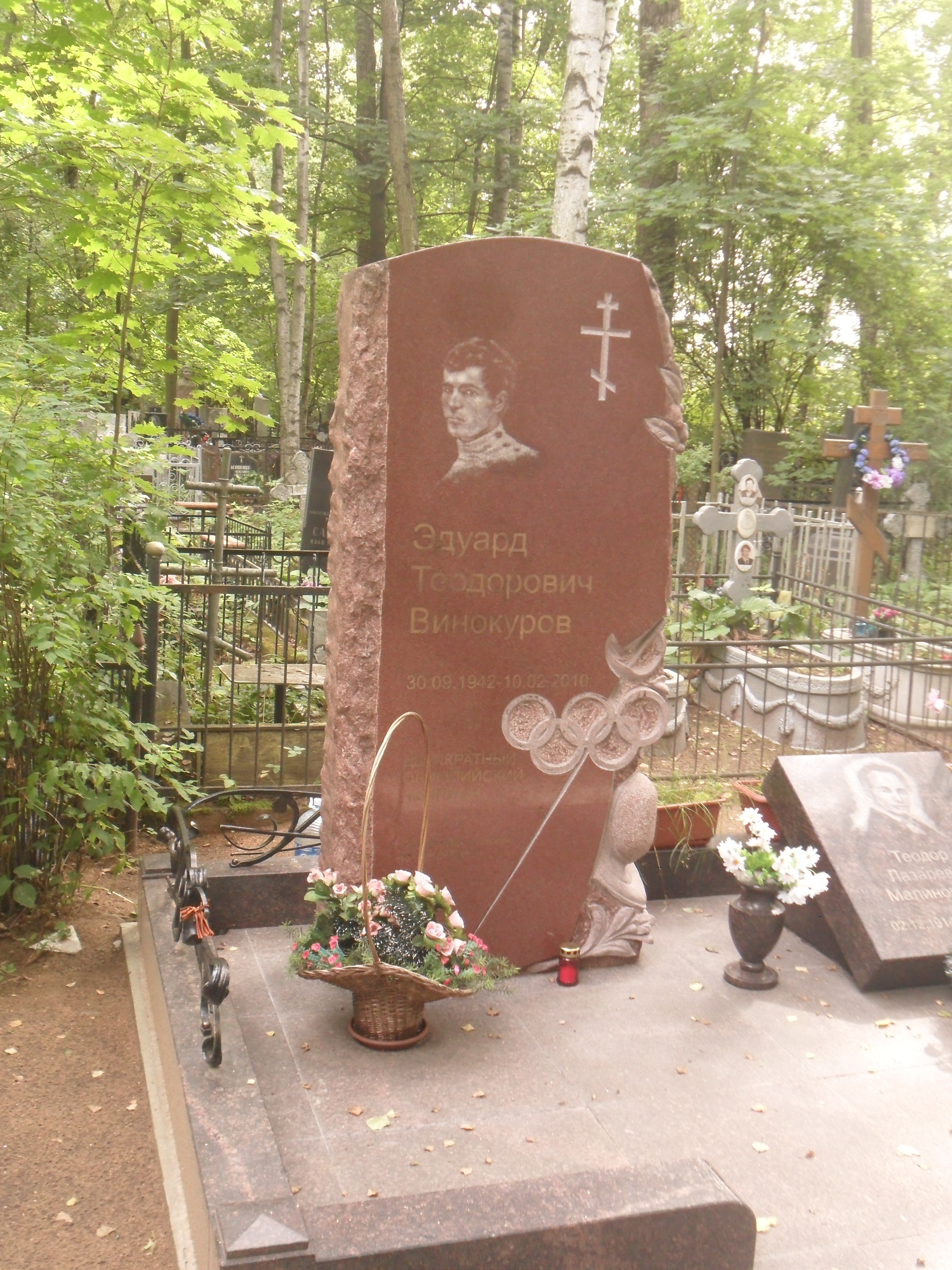
Могила Винокурова на Богословском кладбище Санкт-Петербурга.

Родился в семье Теодора Лазаревича Винокурова (1914—2004), артиста эстрады, и Тамары Романовны Малиновской (1919—1996).
Начал заниматься фехтованием на саблях в 1956 году в Центральной детской спортивной школе Ленинградского городского отдела народного образования (ЦДСШ Ленгороно). Первый тренер — Николай Трофимович Подобрый.
Выступал за СКА (Ленинград). Входил в сборную команду СССР в 1966—1980 годах.
Чемпион Олимпийских игр 1968, 1976, серебряный призёр Олимпийских игр 1972 в командном первенстве по фехтованию на саблях. Чемпион мира 1967, 1969—1971, 1974, 1975, серебряный призёр чемпионатов мира 1966 и 1973 в командном первенстве. Победитель Кубка Европы 1967—1971 в составе команды. Чемпион СССР 1966 в личных и командных соревнованиях. Обладатель Кубка СССР 1965, 1967, 1972.
Тренеры — В. В. Вышпольский, Л. Ф. Кузнецов, В. И. Фёдоров.
Окончил Высшую школу тренеров Военного Краснознамённого факультета физической культуры и спорта при Государственный дважды орденоносный институте физической культуры имени П. Ф. Лесгафта по специальности фехтование (24.08.1966) — тренер по виду спорта. Окончил Военный дважды Краснознамённый институт физической культуры по специальности командная физическая культура и спорт (21.06.1985) — офицер с высшим военно-специальным образованием по физической культуре и спорту. Судья международной категории (1967). Заслуженный мастер спорта СССР (1968). Член КПСС с 1978 года. Заслуженный тренер РСФСР (18.09.1987).
В 2004 году введён в Зал фехтовальной славы России. В 2007 году введён в Международный еврейский спортивный зал славы.
Похоронен на Богословском кладбище Санкт-Петербурга.

## Награды
Награждён орденом «Знак Почёта» и двумя медалями «За трудовое отличие».